# Bombardeamento de Tóquio

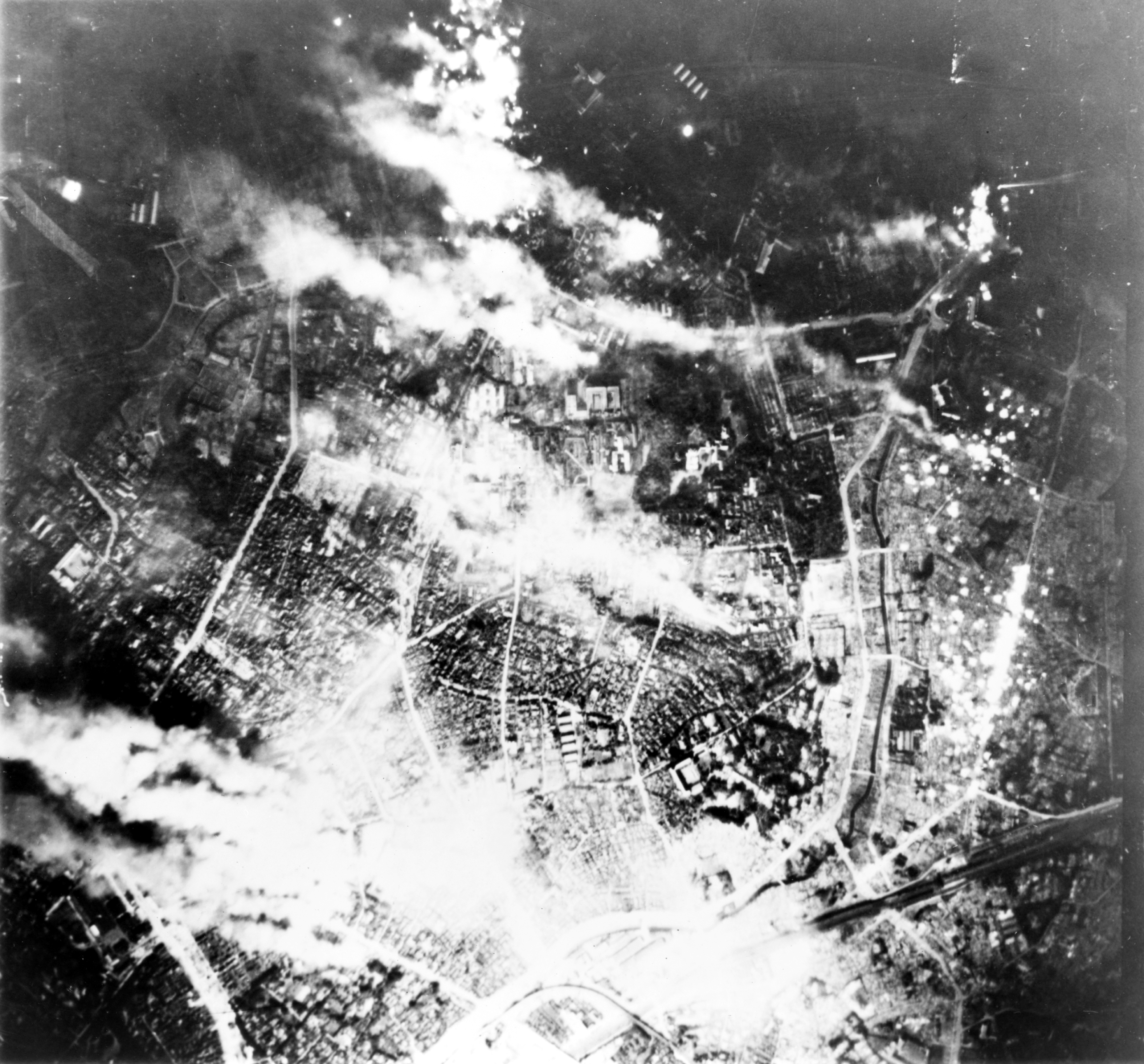
A cidade de Tóquio queimando durante um bombardeio com bombas incendiárias feito pela força aérea do exército dos Estados Unidos, em 26 de março de 1945.

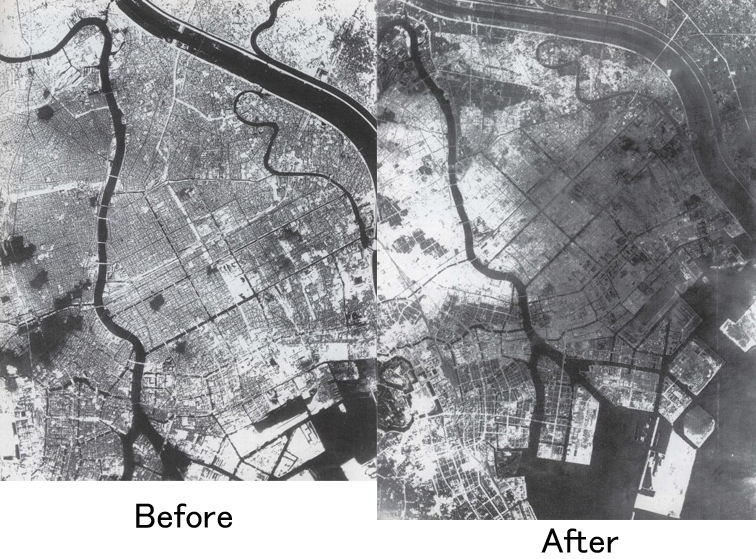
Fotografia aérea da capital japonesa antes e depois dos bombardeios. Estima-se que entre 83 000 e 100 000 pessoas foram mortas nos bombardeios, com outros 1 milhão sendo deslocadas de suas casas.

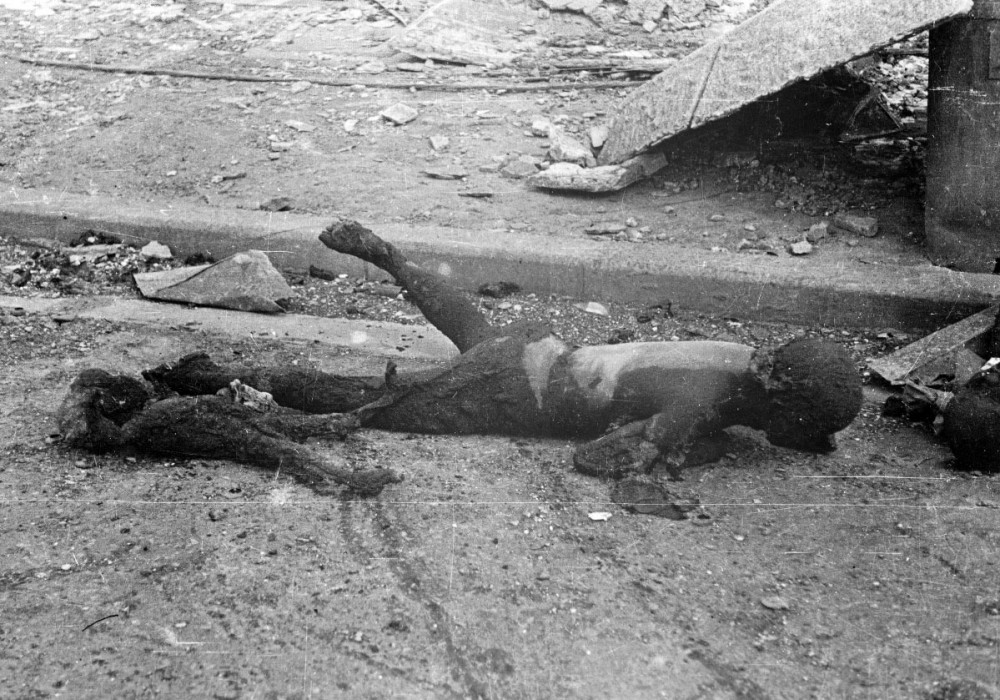
Uma mulher e uma criança carbonizados, fotografados em 10 de março de 1945. A mulher carregava a criança nas costas quando os dois morreram e nota-se que as costas dela parecem não muito queimadas.

O bombardeamento de Tóquio, muitas vezes referido como uma série de ataques com bombas incendiárias, foi realizado como parte dos ataques aéreos sobre o Império do Japão pelas Forças Aéreas do Exército dos Estados Unidos durante a Guerra do Pacífico, parte da Segunda Guerra Mundial. Os Estados Unidos montaram uma operação de pequena escala em Tóquio, em abril de 1942.
Os bombardeios estratégicos e da área urbana começaram em 1944, depois que os aviões B-29 Superfortress entrou em operação, sendo primeiramente implantado na China e, posteriormente, nas Ilhas Marianas. As invasões de B-29s a partir dessas ilhas começaram em 17 de novembro de 1944 e durou até 15 de agosto de 1945, o dia da rendição do Japão. O ataque aéreo Operação Meetinghouse, entre 9 e 10 de março 1945, é considerado como o mais destrutivo da história.

## Ataques
O primeiro bombardeamento em Tóquio foi o "Ataque Doolittle", em 18 de abril de 1942, quando dezesseis B-25 Mitchells foram lançados do USS Hornet para atacar alvos em Yokohama e Tóquio e depois voar para campos aéreos na China. O bombardeio foi uma retaliação contra o ataque a Pearl Harbor. Ele causou poucos danos à capacidade de guerra do Império do Japão, mas foi uma importante vitória de propaganda para os Estados Unidos. O bombardeamento incendiário conhecido como Operação Meetinghouse, que aconteceu na noite de 9 a 10 de março de 1945, foi o bombardeamento aéreo mais mortal da Segunda Guerra Mundial, mais que os bombardeios de Dresden, na Alemanha nazista, e de Hiroshima e Nagasaki, os primeiros ataques nucleares da história.
Os ataques de bombardeamento de alta atitude eram considerados ineficazes pelos líderes das Forças Aéreas dos Estados Unidos. Eles então mudaram a tática para aumentar os danos causados, quando Curtis LeMay ordenou que os bombardeiros despejassem bombas incendiárias para queimar as construções de madeira e papel dos japoneses. O primeiro desses bombardeamentos foi na cidade de Kobe, em 4 de fevereiro de 1945. Tóquio foi alvo das bombas incendiárias em 25 de fevereiro de 1945, quando 174 aeronaves B-29 atacaram a alta atitude durante o dia e destruíram por volta de 260 hectares da cidade, usando 453,7 toneladas de bombas incendiárias e de fragmentação.
O número de mortos nos ataques ainda é uma questão controversa. O governo estadunidense estimou que por volta de 87 mil pessoas morreram durante os bombardeios, 41 mil ficaram feridas e mais de um milhão ficaram desabrigadas. O Departamento de Incêndio de Tóquio, no entanto, estimou 97 mil mortos e 125 mil feridos. O Departamento Metropolitano de Polícia de Tóquio estabeleceu o número de 124 711 vítimas, incluindo mortos e feridos e 286 358 construções e lares destruídos. O historiador Richard Rhodes definiu o número de mortes em no mínimo 100 mil com 1 milhão de feridos e outro milhão de desabrigados. Em seu livro de 1968, republicado em 1990, o historiador Gabriel Kolko citou um número de 125 mil mortes.